# Uperoleia mahonyi
Uperoleia mahonyi é uma espécie de anfíbio anuro da família Myobatrachidae. Está presente na Austrália. A UICN classificou-a como pouco preocupante.